# Panicum delicatulum
Panicum delicatulum är en gräsart som beskrevs av Antonio Bey Figari och De Not. Panicum delicatulum ingår i släktet vipphirser, och familjen gräs. Inga underarter finns listade i Catalogue of Life.